# 聖ムィハイール黄金ドーム修道院

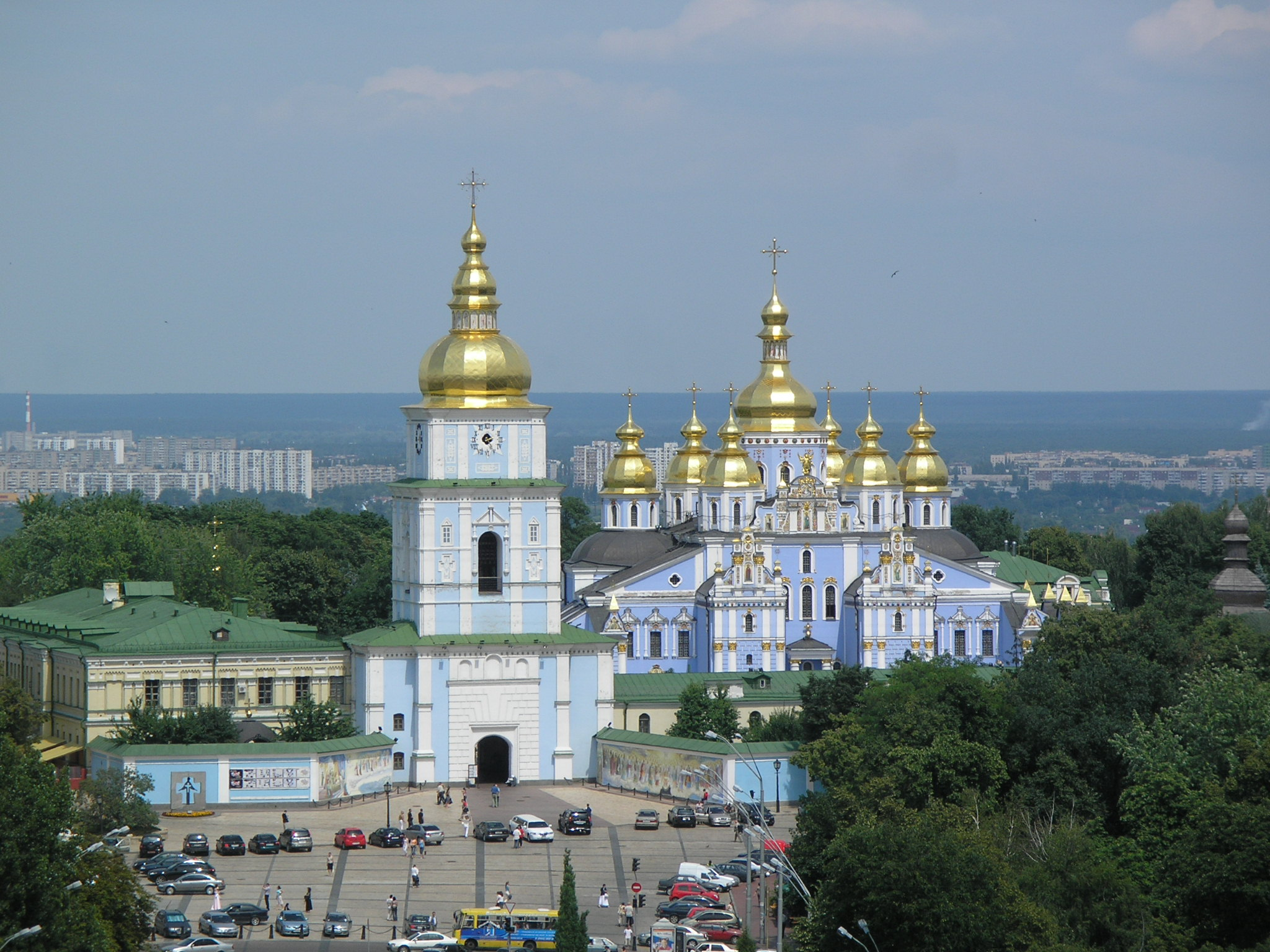
聖ムィハイール黄金ドーム修道院（鐘楼と大聖堂）

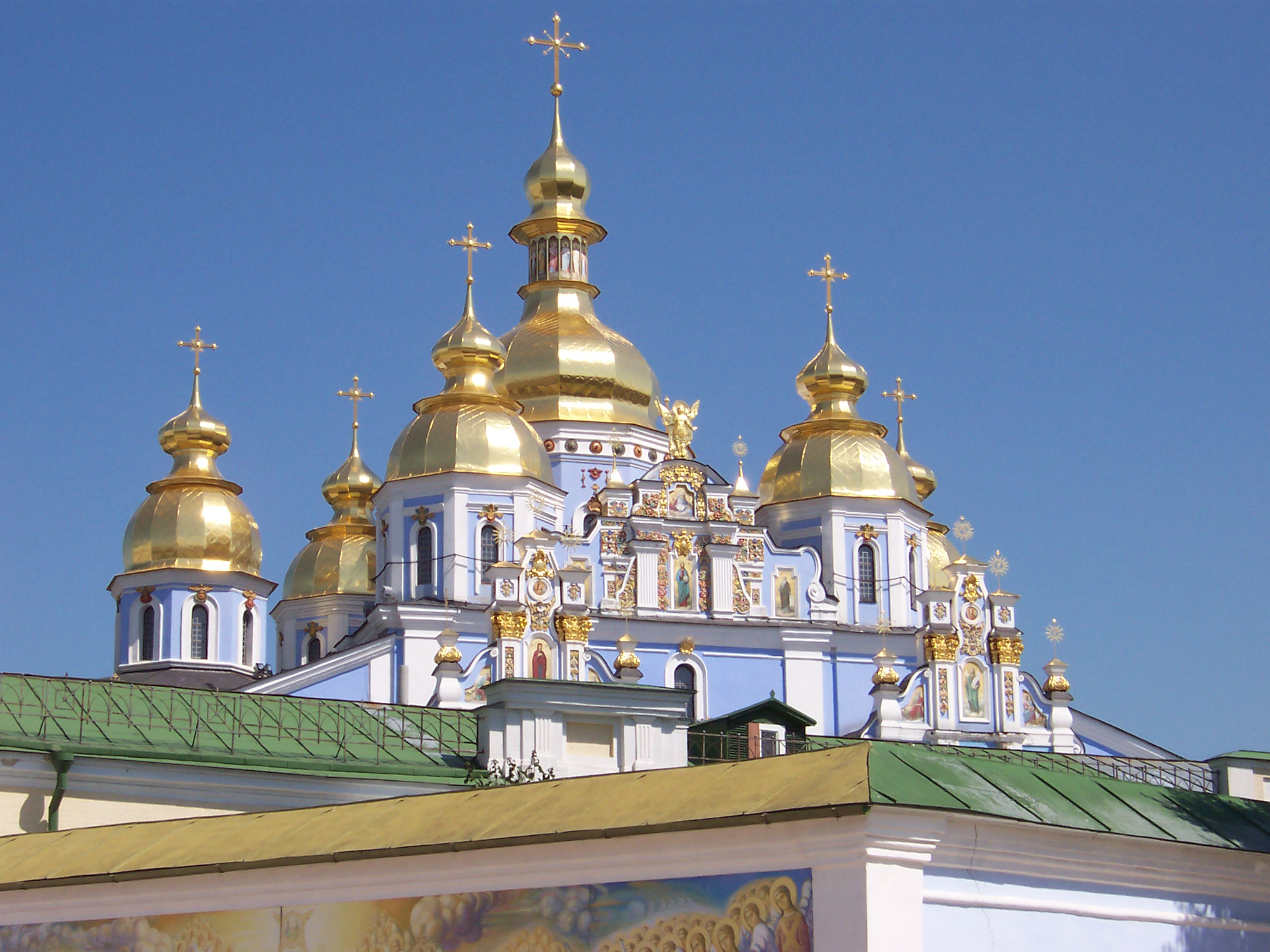
聖ムィハイール大聖堂の黄金ドーム

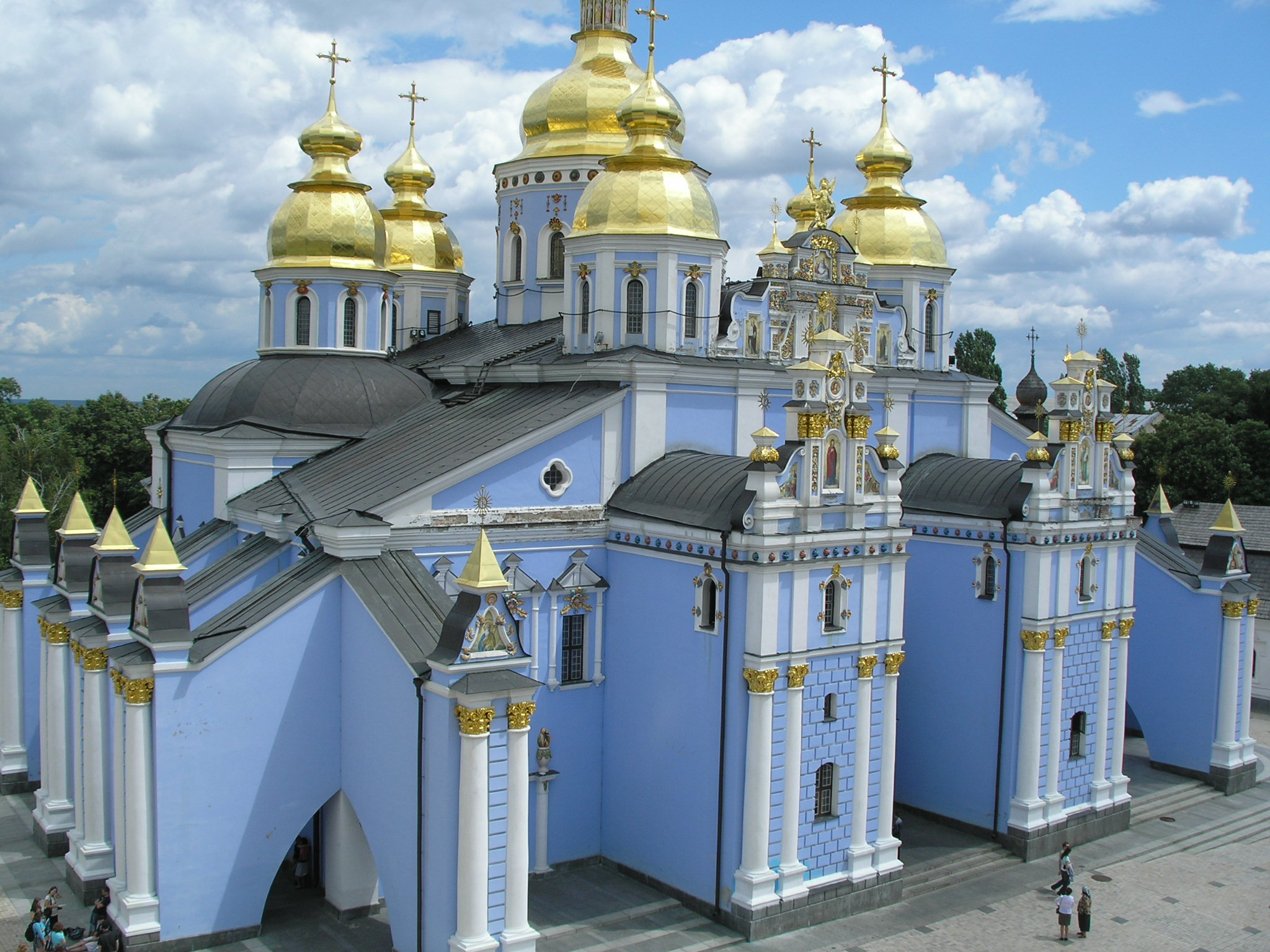
大聖堂の正面

聖ムィハイール黄金ドーム修道院（せいムィハイールおうごんドームしゅうどういん、ウクライナ語: Свято-Михайлівський Золотоверхий монастир）は、ウクライナの首都キーウにあるウクライナ正教会 (2018年設立)の修道院であり、同教会の首座主教座大聖堂である。「黄金ドームの都」と呼ばれるキーウのシンボルの一つ。単に「ムィハイール（ミハイール／ミハイル）修道院（大聖堂）」とも呼ばれる。

## 概説
修道院は1108年から1113年までの間、ビザンツ様式の大聖堂として、キエフ大公ヤロスラフ1世の孫、スヴャトポルク2世大公によってドニプロ川右岸、キーウの中心地に建立された。大聖堂は、大公家ならびにキエフ大公国の守護天使たるムィハイール（ミカエルのウクライナ語読み）にちなんで聖ムィハイール黄金ドーム大聖堂とよばれ、中世キーウの最も大きな教会の一つであった。
大聖堂は1240年のモンゴル軍と、1482年のタタール軍の略奪によって大きな損害を蒙ったが、1469年にウクライナ正教会の修道院として復元され、1620年以後キエフ主教庁の本拠となった。18世紀中、修道院の僧侶はイヴァン・マゼーパを初め、ウクライナ・コサックの頭領によって支援されて敷地と領地を拡大し、食事室・学校・門・鐘楼などの新たな建物と施設を建立させた。なお、この時期に大聖堂内部の12世紀のモザイクと壁画が保存され、大聖堂の外部とその他の建物はコサック・バロック様式で立て替えられた。
18世紀末にウクライナはロシア帝国に飲み込まれ、1800年に修道院はチェルニーヒウ主教庁の臨時的座聖堂となった。さらに、ロシア革命後のキーウが「宗教との戦い」を掲げるロシアのボリシェビキに支配されるようになると、1922年に宗教団体としての修道院は廃止され、1934年から1936年にかけて大聖堂や鐘楼などの建物は共産党政府機関を建設するために破壊され、文化財ならびに貴重品はロシアのモスクワやレニングラードの博物館に渡された。
1991年にウクライナがソ連から独立し、1995年にレオニード・クチマ大統領は国家予算を用いて聖ムィハイール黄金ドーム修道院を復元に乗り出した。復元作業は1998年に終わり、修道院はウクライナ正教会・キエフ総主教庁に譲渡された。2001年から2004年にかけてウクライナはロシアの博物館から修道院にまつわる文化財（モザイクと壁画）を取り戻し、修道院へ返納した。
現在は教会と博物館として機能している。
2018年12月15日に新生「ウクライナ正教会」が発足するとともに、当教会はその首座主教座大聖堂とされた。